# Handful of Soul
Handful of Soul ist ein 2006 von Mario Biondi and The High Five Quintet veröffentlichtes Soul-Jazz-Album.

## Das Album

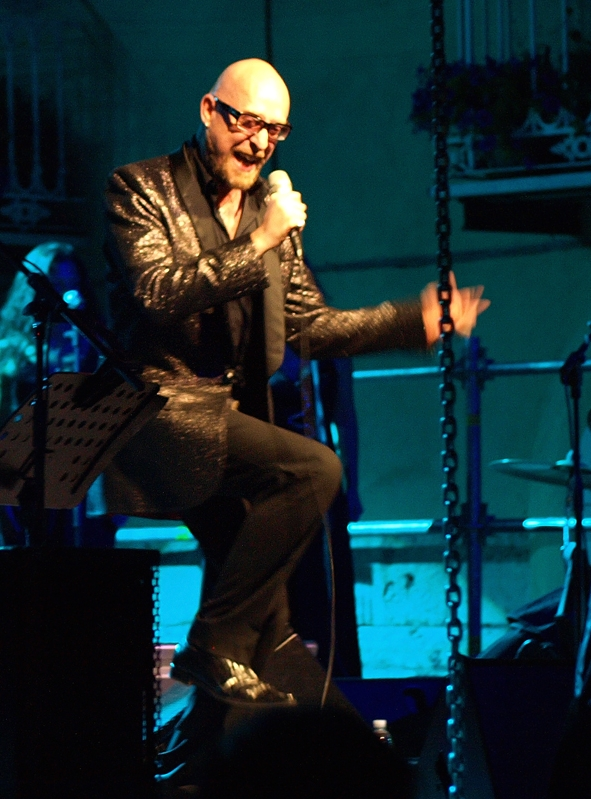
Mario Biondi

Das Debütalbum von Bondi ist eine Mischung aus Coverversionen und Eigenkompositionen. Das Album erreichte in Italien in weniger als drei Monaten Platinstatus und schaffte es an die Spitze der italienischen Albumcharts. Das Album ist geprägt durch die prägnante Soulstimme von Bondi, die Songs sind oft mit Bossa-Nova-Anleihen aufgenommen.

## Rezeption
Musicvein schrieb über das Album:

‘Handful of Soul’ by Mario Biondi & the High Five Quintet may not be his latest CD offering but still holds its weight as one of the best Latin Jazz albums of 2006.

„‚Handful of Soul‘ von Mario Biondi & the High Five Quintet mag nicht seine neuestes CD-Angebot sein, aber hat noch sein Gewicht als eines der besten Latin-Jazz-Alben des Jahres 2006.“

## Albumstücke
1. A Child Runs Free – 5:54
2. No Mercy For Me – 3:49
3. This Is What You Are – 7:11
4. Rio De Janeiro Blue (John Haeny, Richard Torrance) – 4:10
5. Slow Hot Wind – 4:04
6. A Handful Of Soul – 4:23
7. Never Die – 5:32
8. On A Clear Day – 3:15
9. Gig – 3:43
10. I Can't Keep From Cryin' Sometimes – 4:57
11. No Trouble On The Mountain – 4:25
12. I'm Her Daddy – 4:20